# Hic sunt dracones
« Hic sunt dracones » (en latin, littéralement, « Ici sont des dragons ») est une phrase apparaissant en cartographie médiévale et utilisée pour désigner des territoires encore inconnus ou dangereux, imitant en cela une pratique courante de mettre serpents de mer et autres créatures mythologiques dans les zones vierges d'une carte.

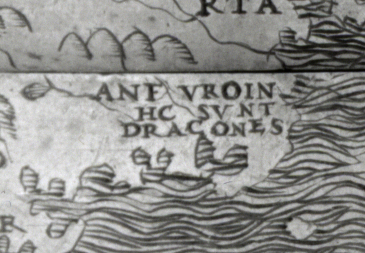
Mention "HC SVNT DRACONES" sur le globe de Lenox

De nombreux globes ou cartes montrent des illustrations et références à la mythologie, aux dragons ou aux créatures monstrueuses (plus ou moins réelles), mais le globe en œuf d'autruche et celui de Hunt-Lenox sont les deux seuls connus aujourd'hui à utiliser cette expression devenue célèbre.
Une autre expression consacrée, utilisée par les cartographes romains et médiévaux pour annoter les zones inconnues de leurs cartes, était hic sunt leones (« ici sont des lions »).

## Histoire

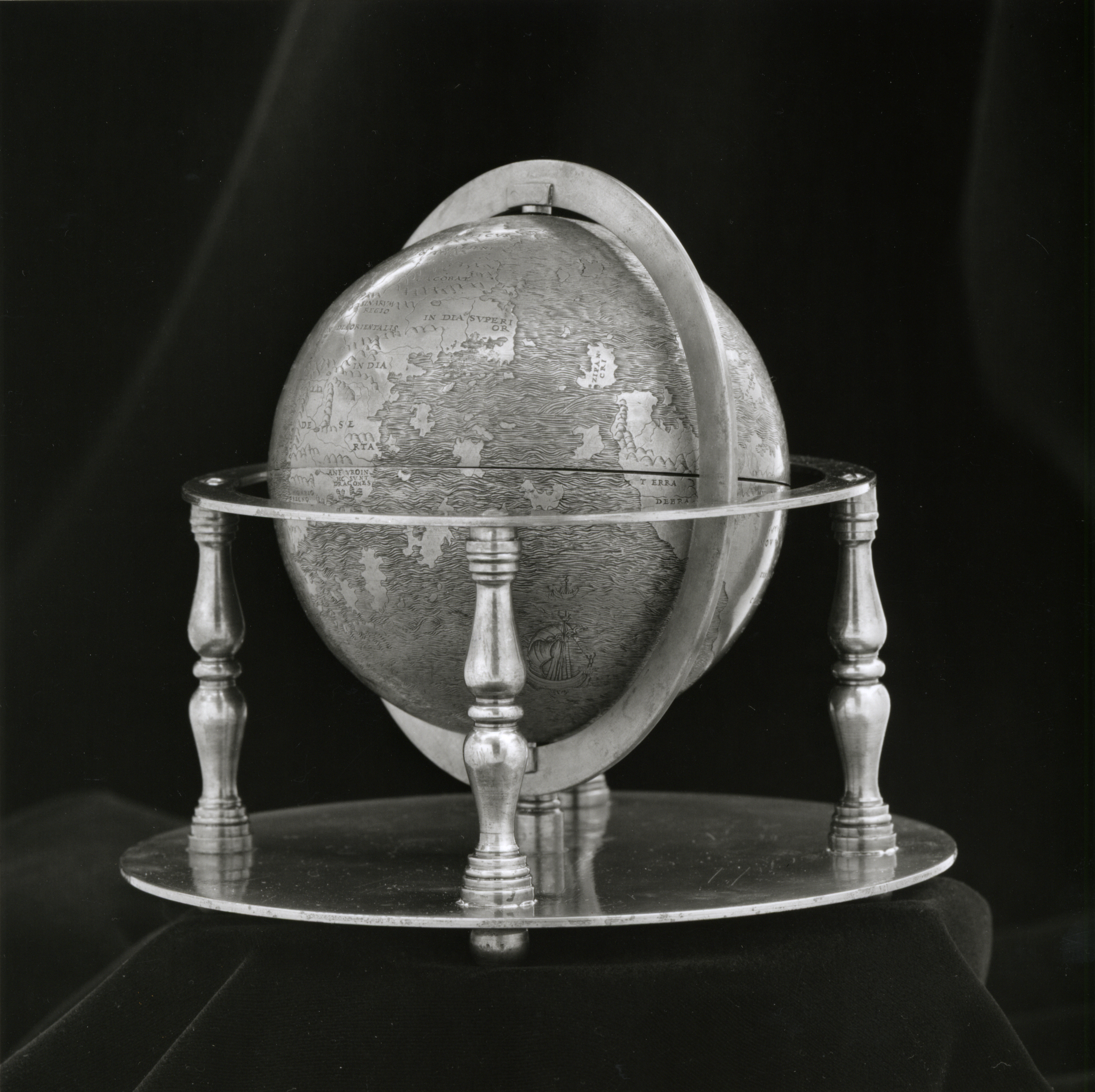
Le globe de Hunt-Lenox.

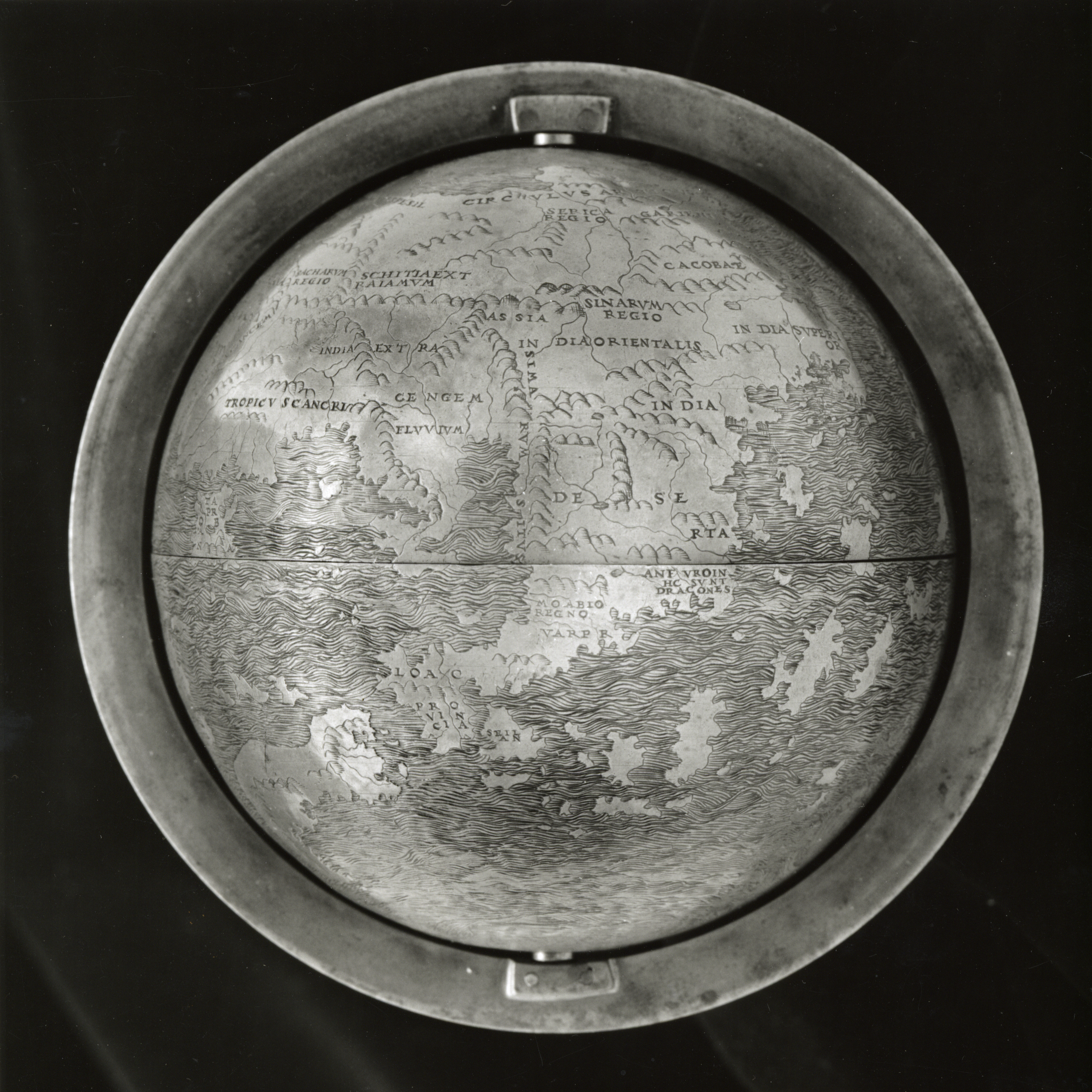
Le globe de Hunt-Lenox, gros plan sur l'Asie.

Les deux seules versions connues de cette expression sont celles du globe en œuf d'autruche (v. 1504), découvert en 2012, et du globe de Hunt-Lenox (v. 1510), où le terme apparaît annoté sur la côte Est de l'Asie, juste sous l'équateur.
Il pourrait avoir un rapport avec les dragons de Komodo indonésiens, faisant l'objet de contes répandus en Asie de l'Est.

## Informatique
En programmation informatique, certains programmeurs de logiciels utilisent parfois cette expression pour indiquer des sections ou passages particulièrement complexes et obscurs du  code source d'un programme afin que l'utilisateur ou d'autres programmeurs qui y accéderaient soient avertis. Le code peut être particulièrement complexe du fait de son essence même, ou parce qu'il n'a pas été écrit de manière suffisamment claire. 
La métaphore d'un explorateur qui passé cette limite, doit faire preuve de prudence et de compétence avant de continuer, correspond bien à la réalité, car certains programmeurs préféreront éviter ce code, alors que les plus intrépides, ou ceux à la recherche de challenge, préféreront explorer et, qui sait, clarifier (documenter ou « cartographier ») ces zones de code pour les autres. 
Par exemple, dans la version 3.5 du navigateur Mozilla Firefox, cette phrase apparaît lorsque l'utilisateur tape about:config dans la barre d'adresse, ouvrant ainsi la configuration de l'environnement navigateur.

## Littérature
Ce terme est aussi le titre d'une nouvelle d'horreur de Stephen King, Here There Be Tygers, « Ici sont les tigres », qui est une allusion à cette expression[réf. nécessaire].
La locution latine romaine hic sunt leones est utilisée dans les romans Red Rising de Pierce Brown. Il s'agit du motto de la famille Augustus, dont l'iconographie est basé sur les lions. Le sens de cette phrase dans le roman est que les ennemis des Augustus doivent prendre garde, les "lions" sont là.

## Musique
Here be dragons est le titre d'un album et le morceau éponyme du saxophoniste de jazz Oded Tzur paru en 2020.
On le retrouve au titre de divers œuvres de la musique populaire, notamment dans le style death metal où la symbolique des dragons est très présente, par exemple dans l'album Down Below (2018) du groupe suédois Tribulation.
Le titre du groupe Gojira, dans l'album From Mars to Sirius, "Where Dragons Dwell" (littéralement "(là) Où les Dragons Habitent"), dans le cadre de l'album, narrant la quête d'un homme dans l'espace, à la recherche de baleine, pourrait être une référence ou même compris comme une traduction de cette même locution latine.

## Fictions audiovisuelles
Here Be Dragons est le titre d'un film d'Alastair Newton Brown (2022). 
Dans la première saison de la série Fargo, l'antagoniste principal fait allusion à cette locution : "Maps used to say, “there be dragons here.” Now they don’t. But that don’t mean the dragons aren’t there."

## Théâtre
Ici sont les dragons est le titre d'un spectacle du Théâtre du Soleil mis en scène par Ariane Mnouchkine, dont la « première époque », 1917 : La victoire était entre nos mains, est créée en 2024.

## Jeu vidéo
Dans le jeu vidéo The Witcher 3: Wild Hunt (2015), lorsque le joueur atteint les bords de la zone de jeu, le message suivant apparaît : « Vous avez atteint le bout du monde. Au-delà vivent les dragons. Faites demi-tour. » C'est une référence à la locution hic sunt dracones[réf. nécessaire].
Le theme d'Hespéros dans Final Fantasy XIV : Endwalker, est appelé "Hic Svnt Leones"".

## Sources
- (en) Cet article est partiellement ou en totalité issu des articles intitulés en anglais « Here be dragons » (voir la liste des auteurs) et  « Hunt-Lenox Globe » (voir la liste des auteurs).
- (en) Erin C. Blake, « Where Be "Here be Dragons"? », MapHist Discussion Group, 1999